# Normal (film 2009)
Normal (2009) – czeski thriller reżysera Juliusza Ševčíka z roku 2009 nakręcony według prawdziwej historii morderstw dokonywanych w latach trzydziestych XX wieku. W rolach głównych występują  Milan Kňažko, Pavel Gajdoš a Dagmar Havlová.
Postać głównego bohatera filmu, Piotra Kurtena, inspirowana jest seryjnym mordercą z  Düsseldorfu  przełomu lat dwudziestych i trzydziestych XX wieku. Peter Kürten zamordował od lutego 1929 do października 1931 8 osób. Zabijał mężczyzn, kobiety, dzieci, zwierzęta, przyrównywany był do londyńskiego Kuby Rozpruwacza. Obrońcą w czasie procesu był młody prawnik, który był przekonany i chciał udowodnić, że jego klient jest obłąkany. Jednak morderca nie zgodził się na taką linię obrony. W sprawę morderstw wplątana jest żona Kurtena.
Film otrzymał nagrodę Golden Goblet (2009) na Szanghajskim Międzynarodowym Festiwalu Filmowym (Shanghai International Film Festival) za najlepszą reżyserię.